# Sirenen (opera)
Sirenen (franska: La Sirène) är en opéra comique i tre akter med musik av Daniel Auber och libretto av Eugène Scribe. Den hade premiär den 26 mars 1844 på Opéra-Comique i Paris.
Svensk premiär den 30 oktober 1846 på Gustavianska operahuset i Stockholm, där den spelades 7 gånger.

## Personer
| Roller             | Stämma      | Svensk premiärbesättning 30 oktober 1846 (Dirigent: - ) |
| ------------------ | ----------- | ------------------------------------------------------- |
| Zerlina            | sopran      | Mathilda Gelhaar                                        |
| Scopetto           | tenor       | Olof Strandberg                                         |
| Hertigen av Popoli | bas         | Rudolf Walin                                            |
| Scipio             | Basbaryton  | Bernhard Lundbergh                                      |
| Pecchione          |             | F J Haglund                                             |
| Mathea             | mezzosopran | Carolina Bock                                           |
| Överdomaren        |             | F A Lemos                                               |
| Bolbayn            | bas         | Pehr Adolf Wennbom                                      |

## Inspelning
Auber: La Sirène Les Métaboles & Orchestre des Frivolites Parisiennes, David Reiland 1CD Naxos 8.660436 (2019)